# Trichocladium melhae
Trichocladium melhae är en svampart som beskrevs av E.B.G. Jones, Abdel-Wahab & Vrijmoed 2001. Trichocladium melhae ingår i släktet Trichocladium och familjen Chaetomiaceae.   Inga underarter finns listade i Catalogue of Life.